# Tom Odell
Tom Peter Odell (sinh ngày 24 tháng 11 năm 1990) là một ca sĩ-nhạc sĩ người Anh. Anh đã phát hành EP ra mắt, Songs from Another Love, vào năm 2012 và đã thắng BRITs Critics' Choice Award vào đầu năm 2013. Album phòng thu đầu tay, Long Way Down, được phát hành ngày 24 tháng 6 năm 2013.

## Ảnh hưởng
Odell lớn lên cùng âm nhạc của Elton John. Một trong những album đầu tiên anh nghe là Goodbye Yellow Brick Road (1973). Anh cũng chịu ảnh hưởng của David Bowie, Jeff Buckley, Bob Dylan, Arthur Russell, Leonard Cohen, Leon Russell, Billy Joel, Randy Newman, Tom Waits, Rodríguez và Bruce Springsteen. Anh là fan của Arcade Fire, James Blake, Cat Power, Blur, Beach House, Radiohead và Ben Folds.
Odell cho biết lời bài hát của anh được lấy cảm hứng từ ý kiến của anh "không có khả năng để duy trì một mối quan hệ với một người nào đó trong thời gian dài hơn sáu tháng." Anh nói, "Tôi thấy rằng tôi viết bài hát tốt hơn nhiều khi tôi trung thực, và viết về những điều đó xảy ra với tôi. Nó có thể có được một chút lạ, tuy nhiên, khi bạn bè hoặc bạn gái viết một bài hát về họ. Đó là những gì tuyệt vời bạn có thể nhận được ngay".

## Danh sách đĩa nhạc

### Studio album
| Tiêu đề             | Chi tiết album                                                                     | Vị trí xếp hạng cao nhất | Vị trí xếp hạng cao nhất | Vị trí xếp hạng cao nhất | Vị trí xếp hạng cao nhất | Vị trí xếp hạng cao nhất | Vị trí xếp hạng cao nhất | Vị trí xếp hạng cao nhất | Vị trí xếp hạng cao nhất | Vị trí xếp hạng cao nhất | Vị trí xếp hạng cao nhất | Chứng nhận  |
| Tiêu đề             | Chi tiết album                                                                     | UK                       | AUT                      | BEL (Vl)                 | BEL (Wa)                 | DEN                      | GER                      | IRE                      | NL                       | NZ                       | SWI                      | Chứng nhận  |
| ------------------- | ---------------------------------------------------------------------------------- | ------------------------ | ------------------------ | ------------------------ | ------------------------ | ------------------------ | ------------------------ | ------------------------ | ------------------------ | ------------------------ | ------------------------ | ----------- |
| Long Way Down       | - Release: ngày 24 tháng 6 năm 2013 - Nhãn đĩa: Columbia - Format: CD, Tải nhạc số | 1                        | 48                       | 5                        | 26                       | 36                       | 17                       | 5                        | 1                        | 39                       | 2                        | - BPI: Gold |
| Wrong Crowd         | - Release: 2016                                                                    |                          |                          |                          |                          |                          |                          |                          |                          |                          |                          |             |
| Jubilee Road        | - Release: 2018                                                                    |                          |                          |                          |                          |                          |                          |                          |                          |                          |                          |             |
| Monsters            | - Release: 2021                                                                    |                          |                          |                          |                          |                          |                          |                          |                          |                          |                          |             |
| Best Day of My Life | - Release: 2022                                                                    |                          |                          |                          |                          |                          |                          |                          |                          |                          |                          |             |
| Black Friday        | - Release: 2024                                                                    |                          |                          |                          |                          |                          |                          |                          |                          |                          |                          |             |
| A Wonderful Life    | - Release: 2025                                                                    |                          |                          |                          |                          |                          |                          |                          |                          |                          |                          |             |

### Extended plays
| Tiêu đề                 | Chi tiết |
| ----------------------- | --- |
| Songs from Another Love | - Release: ngày 15 tháng 10 năm 2012 - Nhãn đĩa: Columbia, In the Name Of - Format: Digital download, Vinyl |
| The Another Love EP     | - Release: ngày 14 tháng 6 năm 2013 - Nhãn đĩa: Columbia, In the Name Of - Format: Digital download, Vinyl  |

### Single
| "Can't Pretend"                                            | 2013 | 67 | — | 52 | 83 | —  | —  | —  | — | —  |                                                                              | Long Way Down |
| "Hold Me"                                                  | 2013 | 44 | — | —  | —  | —  | —  | —  | — | —  |                                                                              | Long Way Down |
| "Another Love"                                             | 2013 | 10 | 2 | 1  | 16 | 11 | 11 | 24 | 6 | 24 | - BPI: Silver - BEA: Platinum - BVMI: Gold - IFPI AUT: Gold - IFPI SWI: Gold | Long Way Down |
| "Grow Old with Me"                                         | 2013 | 46 | — | 53 | —  | —  | —  | —  | — | —  |                                                                              | Long Way Down |
| "I Know"                                                   | 2013 | 92 | — | —  | —  | —  | —  | —  | — | —  |                                                                              | Long Way Down |
| "—" denotes single that did not chart or was not released. |      |    |   |    |    |    |    |    |   |    |                                                                              |               |

### Single quảng cáo
| "Sirens"                                                                          | 2013 | — | Long Way Down |
| "—" denotes a recording that did not chart or was not released in that territory. |      |   |               |

### Giải thưởng và đề cử
| Năm  | Tổ chức     | Giải thưởng              | Kết quả   |
| ---- | ----------- | ------------------------ | --------- |
| 2013 | MTV         | Brand New For 2013       | Đề cử     |
| 2013 | BRIT Awards | Critics' Choice          | Đoạt giải |
| 2013 | BBC         | Sound of 2013            | Đề cử     |
| 2014 | BRIT Awards | British Male Solo Artist | Đề cử     |
| 2014 | BRIT Awards | British Breakthrough Act | Đề cử     |